# Chikni Chameli
Chikni Chameli è un brano musicale della cantante indiana Shreya Ghoshal, pubblicato il 26 gennaio 2012.

## Descrizione
Il brano è un rifacimento della canzone Marathi Kombdi Palali del film Jatra (2006), interpretato dagli attori Bharat Jadhav e Kranti Redkar.